# 나미애
나미애(본명: 김규순, 6월 24일 ~ )은 대한민국의 가수이다.
현재 거주지는 서울특별시이다.

## TV 방송
- 2014년 엠넷 《트로트엑스》

## 데뷔
- 1986년 1집 앨범 "사랑했던 너"

## 음반
| 연도             | 제목                                                    |
| ---------------- | ------------------------------------------------------- |
| 1986년 12월 30일 | 1집 사랑했던 너                                         |
| 1990년 12월 1일  | 2집 사랑의 노크                                         |
| 1995년 1월 1일   | SBS 드라마 사랑의 찬가 OST - '이제 너에게 날'           |
| 1995년 12월 1일  | 트롯트                                                  |
| 1996년 4월 1일   | 애련 / 언제나 그 느낌으로                               |
| 1996년 8월 17일  | 정미지 카페 노래방 1, 3집                               |
| 2002년 8월 8일   | 정미지의 카페뮤직                                       |
| 2003년 12월 15일 | 5집 Promise Of Love                                     |
| 2005년 12월 19일 | 6집 I Wanna 飛 (비)                                     |
| 2011년 7월 26일  | 나미애는 가수다                                         |
| 2012년 11월 27일 | 7집 치맛자락                                            |
| 2017년 6월 13일  | 나미애 8집                                              |
| 2019년 9월 25일  | 눈물의 차차차                                           |
| 2021년 8월 25일  | 용서                                                    |
| 2023년 5월 8일   | 내남자                                                  |
| 2024년 1월 19일  | 운명이죠, 꿈에라도 한번, 태안으로 오세요, 실향민의 노래 |

## 수상
- 1994년 제12회 MBC 난영가요제 대상 수상
- 2006년 대한민국 트로트 가요대상 신인상
- 2014년 Mnet 트로트엑스 우승